# پامریده
پامریده (نام علمی: Pameridea)، یک سرده از حشرات متشکل از دو گونه پامریده روریدولا (P. roridulae) و پامریده مارلوثی (P. marlothii) است که در روابط همزیستی با گیاهان گوشت‌خوار در جنس مگس‌بوته زندگی می‌کنند.  پامریده مارلوثی فقط در مگس‌بوته دنتاتا وجود دارد، در حالی که پامریده روریدولا در مگس‌بوته دنتاتا و مگس‌بوته گورگونیاس وجود دارد.

## چرخه زندگی
پامریده روریدولا فقط می‌تواند روی مگس‌بوته زندگی کند، جایی که از حشرات تغذیه می‌کند که گیاه با کرک‌های نوک صمغی خود جذب می‌کند. پس از بلعیدن بندپایان اسیر شده، حشرات این جنس مواد زائد را دفع می‌کنند که گیاه با استفاده از غدد آنها را جذب می‌کند و آن را به نمونه‌ای از همزیستی تبدیل می‌کند. پامریده همچنین در زمانی که در گیاه است جفت‌گیری می‌کند و نوزادان در گیاه مگس‌بوته به زندگی خود ادامه می‌دهند.

## وضعیت حفاظت
از آنجایی که با مگس‌بوته همزیست است، وضعیت حفاظتی آن به وضعیت گیاه بستگی دارد. گیاه مگس‌بوته به دلیل جمع‌آوری، آلودگی و تخریب زیستگاه در طبیعت کمیاب است، اگرچه در کشت از طرف علاقه‌مندان پرشور گیاهان گوشت‌خوار ایمن است.

## مشخصات
پامریده مارلوثی و پامریده روریدولا هر دو بال دارند. با این حال آنها پران خیلی خوبی نیستند. حشرات کوچکی هستند که معمولاً اندازه آنها به بیش از چند میلی‌متر نمی‌رسد.

## رابطه با مگس‌بوته

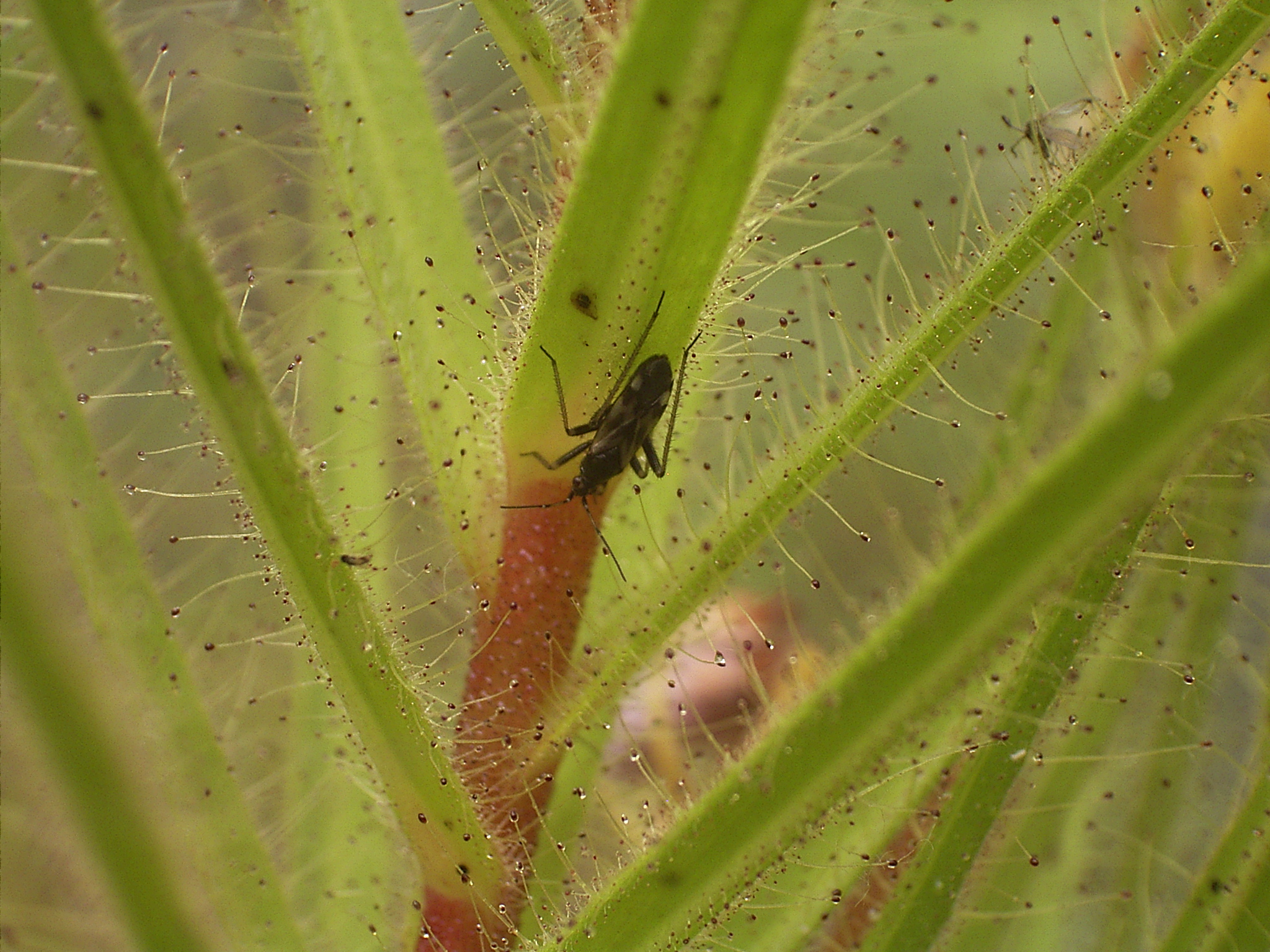
پامریده روریدولا روی گیاه مگس‌بوته گورگونیاس

رابطه با مگس‌بوته در درجه اول از این واقعیت است که مگس‌بوته صمغی تولید می‌کند که نمی‌تواند حشرات اسیر شده را مانند سایر گیاهان گوشت‌‎خوار مانند ونوس مگس‌خوار، ژاله‌پوش، چرب‌گیاه و گیاه‌پارچ‌ها هضم کند.
بنابراین، پامریده مارلوثی و پامریده روریدولا حشرات به دام افتاده روی مگس‌بوته را می‌بلعند و سپس مواد زائد را دفع می‌کنند که توسط گیاه برای تکمیل رژیم غذایی خود مصرف می‌شود، زیرا در خاک فقیر از مواد مغذی رشد می‌کند. بدون مگس‌بوته، پامریده نمی‌تواند منبع غذایی پیدا کند و در نهایت می‌میرد.
از آنجایی که پامریده مارلوثی و پامریده روریدولا غذای گیاه را می‌خورند و هضم می‌کنند، برخی از علاقه‌مندان به گیاهان گوشت‌خوار [که؟] مگس‌بوته را فقط گیاه پیش‌گوشت‌خوار می‌دانند.
با این حال، کوزه‌شیپوری ارغوانی از انواع کرم‌ها برای هضم بندپایان اسیر شده برای آنها استفاده می‌کند، مانند کوزه‌کبری کالیفرنیا و این گیاهان به‌طور کلی گوشت‌خوار در نظر گرفته می‌شوند. پامریده دارای پاهای مخصوصی است که روی آنها کرک وجود دارد که به آنها اجازه می‌دهد بدون گیرکردن در صمغ گیاهان عبور کنند.